# Amt Arensharde
Het Amt Arensharde is een Amt in de Duitse deelstaat Sleeswijk-Holstein. Het Amt, gelegen in het Landkreis Schleswig-Flensburg werd in 2008 gevormd uit het voormalige Amt Silberstedt en de gemeenten Hüsby, Lürschau en Schuby die tot het voormalige Amt Schuby behoorden.

## Deelnemende gemeenten
| - Bollingstedt - Ellingstedt - Hollingstedt | - Hüsby - Jübek - Lürschau | - Schuby - Silberstedt - Treia |